# Сам против свих (филм из 1998)
Сам против свих (фр. Seul contre tous) је француски психолошки драмски уметнички филм из 1998. године, који је написао и режирао Гаспар Ное као свој редитељски деби, у којем главне улоге тумаче Филип Наон, Бландин Леноар, Френки Пејн и Мартин Одрен. Филм, фокусиран на неколико кључних дана у животу месара који се суочава са напуштањем, изолацијом, одбацивањем и незапосленошћу, био је редитељева прва дугометражна продукција и наставак је његовог кратког филма Месо из 1991. године.

## Производња
Филм је произвела Les Cinémas de la Zone, продуцентска кућа коју воде редитељ, Гаспар Ное и његова жена Лусил Хаџихалиловић. Снимљен је у необичној комбинацији 16 мм филма и  CinemaScope формата. Снимање се одвијало спорадично у периоду од две и по године, уз честе проблеме са буџетом. Модни дизајнер Ањес Б. на крају је дала зајам за који Ное каже да је спасио његову продукцијску компанију. Трик са текстом упозорења пре врхунца приче позајмљен је из филма Убиство из 1961. Вилијама Касла.

## Стил
Већи део сценарија филма састоји се од Месачевог унутрашњег монолога. Камера је обично непокретна током целог филма, али овом тренду понекад супротстављају нагли, брзи покрети. Нагли покрети су увек праћени гласним звучним ефектом, обично експлозивним пуцњем. Значајан изузетак је последњи снимак крана, који се лагано удаљава од Месаровог прозора и окреће се да погледа низ празну улицу.
Филм се често пресеца на насловне картице које приказују различите поруке. Карте често понављају значајну реч коју је изрекао Месар, као што су „Морал“ и „Правда“. На врхунцу филма, насловна картица "Упозорење" одбројава 30 секунди, пружа гледаоцима прилику да престану да гледају и избегну остатак филма.

## Филмске везе
Филм је наставак Ноеовог кратког филма Месо. Месар се такође појављује на почетку филма Отпозади, Ноеовог наставака. У пијаном монологу, Месар открива да је ухапшен због секса са својом ћерком.